# Xanthochroina bicolor
Xanthochroina bicolor är en skalbaggsart som först beskrevs av Leconte 1851.  Xanthochroina bicolor ingår i släktet Xanthochroina och familjen blombaggar. Inga underarter finns listade i Catalogue of Life.